# Intel Tick-Tock
"Tick-Tock" er en marketingstrategi Intel har benyttet lige siden 2007 for at efterfølge alle mikroarkitektur ændringer med et die shrink til arkitekturen. Hvert "Tick" er en formindskelse af størrelsen på arkitekturen hvor hvert "Tock" indikere en ny mikroarkitektur. Hvert år forventes der at være enten et tick eller et tock.

## Roadmap
| Arkitektur ændring | Arkitektur ændring | Kodenavn                   | Fabrikations process | Udgivelsesdato    | Processorer   | Processorer     | Processorer    | Processorer  | Processorer                                    | Processorer                                                                      |
| Arkitektur ændring | Arkitektur ændring | Kodenavn                   | Fabrikations process | Udgivelsesdato    | 8P/4P Server  | 4P/2P Server/WS | Entusiast/WS   | Desktop      | Mobil                                          | Marketing navne                                                                  |
| ------------------ | ------------------ | -------------------------- | -------------------- | ----------------- | ------------- | --------------- | -------------- | ------------ | ---------------------------------------------- | -------------------------------------------------------------------------------- |
| Tick               | Die shrink         | Presler, Cedar Mill, Yonah | 65 nm                | 5. januar 2006    |               |                 | Presler        | Cedar Mill   | Yonah                                          | - Core - Pentium 4 - Pentium D - Pentium M - Pentium Dual-Core - Celeron         |
| Tock               | Ny arkitektur      | Core                       | 65 nm                | 27. juli 2006     |               |                 | Kentsfield     | Conroe       | Merom                                          | - Core 2 - Pentium Dual-Core - Pentium - Celeron Dual-Core - Celeron - Celeron M |
| Tick               | Die shrink         | Penryn                     | 45 nm                | 11. november 2007 | Dunnington    | Harpertown      | Yorkfield      | Wolfdale     | Penryn                                         | - Core 2 - Pentium Dual-Core - Pentium - Celeron Dual-Core - Celeron - Celeron M |
| Tock               | Ny arkitektur      | Nehalem                    | 45 nm                | 17. november 2008 | Beckton       | Gainestown      | Bloomfield     | Lynnfield    | Clarksfield                                    | - Core i3 - Core i5 - Core i7 - Pentium - Celeron - Xeon                         |
| Tick               | Die shrink         | Westmere                   | 32 nm                | 4. januar 2010    | Westmere-EX   | Westmere-EP     | Gulftown       | Clarkdale    | Arrandale                                      | - Core i3 - Core i5 - Core i7 - Pentium - Celeron - Xeon                         |
| Tock               | Ny arkitektur      | Sandy Bridge               | 32 nm                | 9. januar 2011    | —             | Sandy Bridge-EP | Sandy Bridge-E | Sandy Bridge | Sandy Bridge-M                                 | - Core i3 - Core i5 - Core i7 - Pentium - Celeron - Xeon                         |
| Tick               | Die shrink         | Ivy Bridge                 | 22 nm                | 29. april 2012    | Ivy Bridge-EX | Ivy Bridge-EP   | Ivy Bridge-E   | Ivy Bridge   |                                                | - Core i3 - Core i5 - Core i7 - Pentium - Celeron - Xeon                         |
| Tock               | Ny arkitektur      | Haswell                    | 22 nm                | Juni 2013         |               |                 |                | Haswell-DT   | Haswell-MB (notebooks) Haswell-LP (ultrabooks) |                                                                                  |
| Tick               | Die shrink         | Broadwell                  | 14 nm                | 2014              |               |                 |                |              |                                                |                                                                                  |
| Tock               | Ny arkitektur      | Skylake                    | 14 nm                | 2015              |               |                 |                |              |                                                |                                                                                  |
| Tick               | Die shrink         | Skymont                    | 10 nm                | 2016              |               |                 |                |              |                                                |                                                                                  |
| Tock               | Ny arkitektur      |                            | 10 nm                | 2017              |               |                 |                |              |                                                |                                                                                  |